# Georg Neuhauser

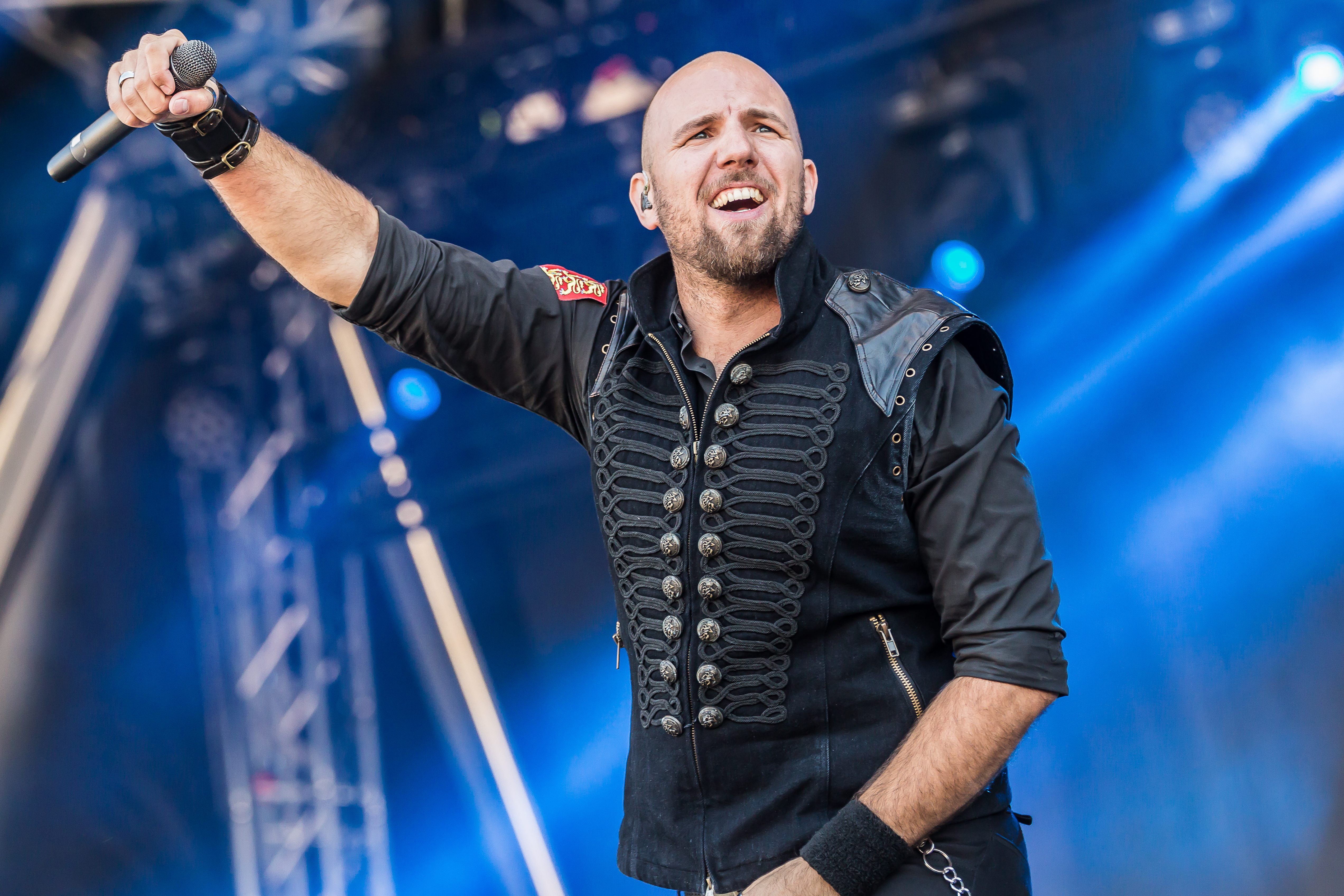
Georg Neuhauser bei einem Auftritt mit Serenity 2018

Georg Neuhauser (* 22. Februar 1982 in Innsbruck) ist ein österreichischer Historiker und Metal-Sänger. Er ist Leadsänger und Songwriter der Symphonic-Power-Metal-Band Serenity. Zudem ist er Sänger der Band Warkings und war als Gastsänger bei verschiedenen Projekten beteiligt.

## Musikalische Karriere
Im Jahr 2000 gründete Neuhauser zusammen mit Thomas Buchberger, der später Gitarrist bei Serenity wurde, seine erste Band. Gemeinsam nahmen sie 2003 ein Demo auf und suchten nach weiteren Mitgliedern für ihr Metal-Projekt. Nach personellen Veränderungen formierte sich Serenity 2004 neu. 2005 veröffentlichte Neuhauser mit Serenity das Demo-Album Engraved Within, dem sich 2007 das Album Words Untold & Dreams Unlived in Eigenregie anschloss und 2008 bei Napalm Records das zweite Album Fallen Sanctuary. Das dritte Album (Death & Legacy, 2010) wurde von Touren mit Bands wie Delain, Van Canto und Xandria sowie ein Auftritt beim Prog Power USA Festival 2012 in Atlanta begleitet. Ein vergleichbares Programm bestritt Neuhäuser auch beim vierten Werk War of Ages (2013). Weitere Alben folgten 2016, 2017, 2020 und 2023.
Im Jahr 2018 war Neuhauser unter dem Pseudonym Tribune Mitgründer der Power-Metal-Band Warkings, mit der er von 2018 bis 2022 vier Alben veröffentlichte. Mit Marco Pastorino, dem Gitarristen der Band Temperance, gründete Neuhauser zudem 2022 das Projekt Fallen Sanctuary; im Juni 2022 erschien das erste Album Terranova.
Georg Neuhauser wirkte 2009 als Gastsänger auf dem Album Score to a New Beginning der französischen Power-Metal-Band Fairyland mit.  2014 trat er als Gastsänger auf dem Album The Human Contradiction der niederländischen Band Delain auf. Neuhauser trat zudem als Gastsänger auf dem Debütalbum Statues Fall der Band Edgedown auf, das im April 2014 erschien.

## Persönliches Leben
Neben seiner musikalischen Karriere arbeitet Georg Neuhauser als Historiker für Mittelalter und Frühe Neuzeit an der Universität Innsbruck. Seine Forschungsschwerpunkte umfassen Wirtschafts-, Kriegs- und Bergbaugeschichte. 2020 erhielt er für das FWF-Projekt Forest Use and Management in Early Modern Tyrol gemeinsam mit Tobias Pamer und Andreas Maier den Anerkennungspreis der Eduard-Wallnöfer-Stiftung.

## Diskografie

### Mit Fallen Sanctuary
- Terranova (2022)